# USS PGM-6
USS PGM-6 – kanonierka typu PGM-1, która służyła w amerykańskiej marynarce podczas II wojny światowej. Stępka pod okręt została położona 6 lutego przez Mathis Yacht Building Company w Camden w New Jersey. Jednostkę zwodowano 20 maja 1943 roku. Pierwotnie był to ścigacz okrętów podwodnych typu SC-497 i został wprowadzony do służby 8 czerwca 1943 roku jako USS SC-1071. 10 grudnia 1943 roku okręt przebudowano na kanonierkę typu PGM-1 i zmieniono jego nazwę na USS PGM-6. Po wojnie został sprzedany i przekazany do Foreign Liquidations Commission w Subic Bay na Filipinach, 20 maja 1947 roku. Jego dokładny los jest nieznany.